# Les Alamands
La Tor del Criu (en francès La Tour-du-Crieu) és un municipi francès situat al departament de l'Arieja i a la regió d'Occitània.